# ترواخاروا
ترواخاروا (به لاتین: Tervakharva) یک منطقه مسکونی در جمهوری آذربایجان است که در شهرستان خیزی واقع شده‌است.